# Juan Antonio González Crespo
Juan Antonio González Crespo (Montevideo, Uruguay, 27 de mayo de 1972) es un exfutbolista uruguayo que jugaba como delantero. Fue internacional con la Selección de fútbol de Uruguay en 4 partidos. 

## Trayectoria en clubes
González nació en Montevideo . Durante sus 15 años de carrera profesional, representó a Basáñez, Club Nacional de Football, Centro Atlético Fénix , CA Cerro y River Plate de Montevideo en su tierra natal. Después pasó a jugar en la Primera División de España con el Real Oviedo, el Atlético de Madrid y el Granada. 
En la temporada 2004-05, González hizo un breve regreso a Oviedo, con el equipo entonces en cuarta división, concluyendo su carrera dos años después con otro ex-equipo, el Fénix. 
En cuanto a su trayectoria con la Selección de Uruguay, González hizo cuatro apariciones. La primero fue el 11 de octubre de 1995, en un amistoso con Brasil (derrota 0-1 en Bahía). La segunda aparición fue en un partido contra China el 1996 que terminó en empate. Ese mismo año jugaron también contra Japón, partido que perdieron. Su último partido fue el 1999 contra Costa Rica, partido que los charrúas ganaron 5-4.
| Club                      | País    | Periodo   |
| ------------------------- | ------- | --------- |
| Basáñez                   | Uruguay | 1991—1993 |
| Nacional                  | Uruguay | 1994—1997 |
| Real Oviedo               | España  | 1997—1998 |
| Atlético de Madrid        | España  | 1999      |
| Real Oviedo               | España  | 1999—2001 |
| Granada                   | España  | 2001      |
| Fénix                     | Uruguay | 2002      |
| Cerro                     | Uruguay | 2003      |
| River Plate de Montevideo | Uruguay | 2004      |
| Real Oviedo               | España  | 2004-2005 |
| Fénix                     | Uruguay | 2006      |

## Palmarés

### Campeonatos nacionales
| Título                    | Club     | País    | Edición |
| ------------------------- | -------- | ------- | ------- |
| Liguilla Pre-Libertadores | Nacional | Uruguay | 1996    |

### Distinciones individuales
| Distinción                                 | Edición |
| ------------------------------------------ | ------- |
| Goleador de la Primera División de Uruguay | 1995    |
| Goleador de la Primera División de Uruguay | 1996    |